# Oiticia
Licania rigida, Oiticica, é uma espécie de planta da família Chrysobalanaceae. É endêmica do Brasil e Porto Rico.

## Descrição
Licania rigida é geralmente considerada uma árvore, e pode alcançar 15 m de altura. Possui flores amarelas, frutos drupáceos, fusiforme ou oval, de 2-7 cm. A madeira é branca, muito resistente. As sementes são ricas em óleo (60%), produzidas em cerca de 75Kg por temporada, com relatos de até 1500Kg.

## Cultivo
A semente de Oiticica é usada para produzir óleo de Oiticica; esse óleo é bastante escuro e suscetível a transformar-se em pasta, estado semi-sólido em temperatura ambiante.